# Свети-Джурдж
Свети-Джурдж (хорв. Sveti Đurđ) — община с центром в одноимённом посёлке на севере Хорватии, в Вараждинской жупании. Население 743 человека в самом посёлке и 4 174 человек во всей общине (2001), в которую кроме Свети-Джурджа входит ещё 8 деревень. Подавляющее большинство населения — хорваты (98,32 %).
Свети-Джурдж находится в трёх км к северу от Лудбрега. Вокруг посёлка располагаются обширные сельскохозяйственные угодья равнинной Подравины. Тремя километрами северней Свети-Джурджа расположено Дубравское водохранилище на Драве.
Название посёлка переводится как «Святой Георгий», название происходит от приходской церкви Святого Георгия, построенной в 1775 году.